# Риттер, Герхард
Герхард Риттер (нем. Gerhard Ritter; 6 апреля 1888 года, Бад-Зоден-Аллендорф, Германия — 1 июля 1967 года, Фрайбург) — известный немецкий историк и общественный деятель, специалист по истории Германии в позднее Средневековье и раннее Новое время.

## Годы становления
Родился весной 1888 года в городе Бад-Зоден-Аллендорф, что в Северном Гессене, в самом центре Германии. Предки Риттера были образованными людьми во многих поколениях: среди них врачи, учителя, юристы, а также многочисленные лютеранские священники. Священником был и отец будущего историка. Младший брат Риттера Хельмут стал известным востоковедом. Сам Риттер не раз с гордостью вспоминал о своих корнях и одобрительно отзывался о полученном дома религиозном воспитании. Риттер учился в христианской классической гимназии, но впоследствии сам отмечал, что родительские уроки оказали на него куда большее влияние, привив ему интерес к немецкой литературе и музыке.
По окончании гимназии Риттер отправился изучать германскую филологию и историю, прослушав курсы в университетах Мюнхена, Лейпцига, Берлина и Гейдельберга. Среди его учителей был, в частности, Карл Лампрехт, однако настоящим наставником Риттера стал Герман Онкен, курс которого Риттер прослушал в Гейдельберге. Именно влияние Онкена предопределило исследовательский выбор Риттера — заняться политической историей Германии в Новое время. Национал-либерализм Онкена повлиял и на политические взгляды ученика. Под руководством Онкена он закончил своё университетское образование, защитив в 1911 году работу о позиции прусских консерваторов во время кризиса 1866 года. Через два года Риттер выпустил эту работу отдельной книгой.

## Первая мировая война и Веймарский период
К тому времени, как разразилась Первая мировая война, Риттер уже более года был учителем в гимназии. В феврале 1915 года его призвали, после полугодового обучения в ноябре того же года он оказался на фронте: сначала на востоке, а потом во Франции. Риттер был трижды ранен (в последний раз — тяжело), оказался даже в плену. Получив Железный крест I степени, конец войны он застал на этапной службе в Померании.
После войны остро встал вопрос дальнейшей карьеры. С одной стороны, ещё в 1915 году Онкен предлагал Риттеру совместную работу над историей Гейдельбергского университета, с другой, Риттер серьёзно сомневался в том, что пригоден для профессиональных занятий историей. Однако в условиях нараставшего экономического кризиса особенно выбирать не приходилось, а потому он принял предложение учителя и в 1919 году отправился обратно в Гейдельберг. В 1921 году он защитил здесь диссертацию, посвящённую поздней схоластике. В 1922 году Риттера пригласили в созданный недавно университет Гамбурга, а осенью 1925 года он перебрался во Фрайбург, где и работал до окончания своей преподавательской карьеры в 1956 году.
Приглашения на профессорские должности в различные университеты показывают, что имя Риттера уже 1920-е годы было достаточно известно в научных кругах. Известность ему принесла, в частности, выпущенная в 1925 году краткая биография Мартина Лютера, обозначившая возвращение к усвоенному в родительском доме протестантизму, к которому Риттер испытывал антипатию в студенческие годы. Лютеранство оказывало ключевое влияние на работу Риттера все последующие годы. Среди прочего историк особенно поддерживал реконструированное им разделение, которое Лютер проводил между моралью в человеческой жизни и политике. Вслед за творцом Реформации Риттер полагал, что опора на нравственные критерии в политической деятельности не только изначально неверна, но даже опасна.
В конце 1920-х годов фокус внимания Риттера сместился со средневековой Германии на Пруссию Нового времени. И настоящая слава, вышедшая даже за пределы научного мира, пришла к нему после издания в 1931 году большой биографии прусского реформатора Фридриха фон Штейна.
Как верный ученик Онкена, Риттер в эти годы активно развивал его методологию «политической истории». В этом словосочетании содержится двоякий смысл: с одной стороны, представители школы Онкена рассматривали историю, прежде всего, как движение политических сил, с другой, усматривали тесную связь между историей и современной политикой. Риттер вполне солидаризировался с учителем, особенно во втором пункте, а, будучи правоверным лютеранином, считал нужным внести в политику моральные ценности. При этом, он подчёркивал, что они не должны определять политику государства, так как перед ним стоят задачи экономического и территориального роста, которые стоит оценивать по другим критериям.
В годы Веймарской республики политическая позиция Риттера была достаточно умеренной. С одной стороны, он был убеждённым монархистом, с другой, не отрицал республику в принципе: пока для восстановления монархии не было достаточных условий, он лишь считал правильным усиление президентской власти. В статье, опубликованной в самом начале 1933 года, Риттер отмечал, что только сильный, авторитарный правитель может по-настоящему уважать закон и свободу граждан. В общем политические взгляды Риттера были типичными для немецкого национал-либерала, сочетающего веру в необходимость сильного, авторитарного правительства с духовной свободой индивида. С 1929 года в течение нескольких лет он был членом Немецкой народной партии (ННП), в период Веймарской республики отстаивавшей эти идеи в несколько модернизированном виде.

## Риттер в годы нацизма
Реакция Риттера на приход к власти Адольфа Гитлера с самого начала была негативной. При это НСДАП он считал сборищем временщиков, а их успех — реваншем крайне консервативных сил ещё кайзеровских времён. Поскольку фактически же политические силы, представленные такими людьми из окружения президента Пауля фон Гинденбурга, как Франц Папен и Ялмар Шахт, руководили страной в конце 1920-х-начале 1930-х годов Риттер, вероятно, полагал, что крах очередного их проекта неизбежен. И вот тогда наступит время немецких либералов, которые смогут провести подлинное обновление страны. Именно с этим связаны попытки Риттера весной 1933 года вернуться к активной политической деятельности. При этом историк не исключал, что, когда дело дойдёт до практической работы, нацисты смягчат свои радикальные лозунги, станут умереннее, и тогда с ними возможно будет даже сотрудничество.
Однако с течением времени Риттер не только осознал, что Германия действительно вступила в новую историческую эпоху, но и проникался всё большим неприятием по отношению к режиму. По мнению Риттера, нацизм возник на стыке идей Французской революции, заменивших Бога нацией, и обнаружившейся в немецкой истории ещё во времена Бисмарка тенденции вытеснения политикой остальных сфер общественной жизни.
В 1933 году Риттер активно выступал в защиту своего учителя Германа Онкена, который подвергся травле со стороны нацистских историков во главе с Вальтером Франком за отказ признать приход нацистов к власти величайшей революцией в истории. Защита учителя стоила ему значительных осложнений в отношениях с официальной наукой того периода.
Несмотря на эти затруднения, Риттер не подвергся жёсткому остракизму. Напротив, в годы нацизма вышли сразу несколько его работ. Среди них — биография Фридриха Великого, опубликованная в 1936 году. По мнению Риттера, главное достижение прусского короля заключалось в превращении страны в великую державу. При этом, Риттер подспудно критиковал Фридриха Великого — одного из главных персонажей нацистского пантеона немецкой истории — в том, что с него в Германии начался разрыв народа и власти, который впоследствии при Бисмарке заметно усилился. Кроме того, в работе есть намёк и на то, что Германии мешает традиционное отсутствие стабильных институтов, которые регулярно подменяют «великие личности». Нацистская цензура претензий к труду Риттера не имела, поскольку все эти критические замечания были скрыты за пеленой разрешённых и вполне канонических в то время славиц в честь Фридриха Великого, которые читатель вполне мог отнести и на счёт Адольфа Гитлера.
Помимо научной деятельности Риттер как истый лютеранин боролся против лояльного нацистам объединения «Немецких христиан», будучи адептом так называемой «Исповедующей церкви». Тяжкое впечатление на историка произвела «Хрустальная ночь» с 9 на 10 ноября 1938 года, когда произошёл крупнейший еврейский погром. После этого Риттер примкнул к «Фрайбургскому кружку» — подпольному антинацистскому объединению профессоров, в которое входили Адольф Лампе, Франц Бём, Вальтер Ойкен и Константин фон Дитце.
В 1940 году была издана книга Риттера «Диктатура и утопия», в которой он отстаивал идею, что демократия непригодна для создания великой державы, и Англия — лишь исключение, подтверждающее правило. Доказывая этот тезис, он опирался, в частности, на размышления Макиавелли. Книга лишний раз доказывает, что Риттер был недоволен нацистским режимом отнюдь не из-за приверженности демократическим идеалам. Об этом же свидетельствует «План решения еврейского вопроса в Германии», разработанный во «Фрайбургском кружке» при участии Риттера. Сурово осуждая преступления Холокоста, Риттер, однако, полагал, что Нюрнбергские расовые законы фактически в будущей Германии пересмотрены быть не должны: евреям не следовало возвращать гражданство, жить они должны были бы в гетто, браки с христианами по-прежнему остались бы под запретом.
После заговора 20 июля 1944, в котором Риттер принимал участие, он был арестован, отправлен в концлагерь, однако, в отличие от многих своих единомышленников, не был казнён.

## После войны
После окончания Второй мировой войны Риттер вернулся к преподавательской деятельности, а также некоторое время был председателем Союза немецких историков. В 1959 году за вклад в борьбу с тоталитаризмом он был избран почётным членом Американской исторической ассоциации.
Его творчество было посвящено отстаиванию идеи, что нацизм не был чисто немецким явлением, а, напротив, был подготовлен всем ходом европейской истории последних полутора столетий начиная с Великой Французской революции. Более того, подчёркивал Риттер, возникновение тоталитаризма — естественное следствие развития демократии, которая и приводит к власти опасных демагогов вроде Гитлера. Он категорически отвергал идею преемственности между «вторым рейхом» — Германской империей, созданной Бисмарком, — и «третьим рейхом» — гитлеровской Германией.
Защищая эти идеи, Риттер в начале 1960-х годов, в частности, добился отмены финансирования поездки в США историка Фрица Фишера, который отстаивал прямо противоположную точку зрения. По мнению Риттера, лекции Фишера в США стали бы для ФРГ «национальным позором». Тем не менее, Риттер призывал не приукрашивать немецкое прошлое и не закрывать глаза на его тёмные стороны.